# Hæderstegnet for god tjeneste ved Hæren
Hædertegnet for god tjeneste ved Hæren er en dansk hædersbevisning der tildeles ansatte i Hæren der opnår 25 års tjenestetid med ulastelig vandel. Medaljen blev indstiftet den 26. september 1945, hvorfor den kun uddeles på denne dag hvert år.
Medaljen er lavet af sølv, er rund og bærer kong Christian 10.s navnetræk med omskriften "26. september 1870" og "For god tjeneste". På bagsiden er der indskrevet ordet "Fortjent" omgivet af en egeløvskrans. Den er ophængt i et rødt krydsbånd med en hvid stribe i midten. Ved i alt fyrre års tjeneste tilføjet et egeløv af guld på krydsbåndet.

## Eksterne links
- Cirkulære om tildeling af Hæderstegnet for god tjeneste ved hæren
- Forsvaret: Forsvarets medaljer